# پونتا آلتا
پونتا آلتا (به اسپانیایی: Punta Alta) یک منطقهٔ مسکونی در آرژانتین است که در Coronel Rosales واقع شده‌است. پونتا آلتا ۵۸٬۳۱۵ نفر جمعیت دارد و ۲ متر بالاتر از سطح دریا واقع شده‌است.

## خواهرخوانده
شهرهای بارچلونا پوتزو دی گوتو، کارملو، اروگوئه و Caucete خواهرخوانده‌های پونتا آلتا هستند.